# Akira Óta
Akira Óta (jap. 太田 章, * 8. dubna 1957 v Akitě(秋田市), vystudoval fakultu sportu Univerzity Waseda) je bývalý japonský zápasník, volnostylař. V roce 1984 na olympijských hrách v Los Angeles v kategorii do 90 kg a v roce 1988 na hrách v Soulu ve stejné kategorii vybojoval stříbrnou medaili. V roce 1992 na hrách v Barceloně opět v kategorii do 90 kg nepostoupil ze skupiny.